# Folklore azerbaïdjanais
Le folklore azerbaïdjanais est la tradition populaire des azerbaïdjanais qui s'est développée au cours des siècles.
Le folklore azerbaïdjanais est explicitement incarné dans une vaste collection de récits et implicitement dans des arts figuratifs, tels que la peinture sur vase et les cadeaux votifs.

## Sources du folklore azerbaïdjanais
Échantillons nationaux de folklore azerbaïdjanais suivis d'élus tels que le livre de Dede Korkut, Gourbani, Koroglu, Chah Ismayil, Abbas et Gulgaz et Asli et Kerem, contes, berceuses, anecdotes, devinettes, proverbes et aphorismes. Les mythes azerbaïdjanais basés principalement sur l'héroïsme et la sagesse d'un être humain, qui ont démontré dans des épopées telles que l'épopée de Koroghlou, le livre de Dede Korkut et Asli et Kerem. 

### Koroğlu
L'histoire de Koroğlu (le fils de l'aveugle) commence par la perte de la vue de son père. Le seigneur féodal Hassan Khan aveugle son gérant d'écurie, Ali, pour une faute légère en lui arrachant les yeux. Le caractère de Koroğlu est étayé par plusieurs preuves historiques. À la fin du XVIe siècle, l'historique Koroğlu était l'un des chefs de la rébellion djelali, qui a éclaté en Azerbaïdjan dans la zone frontalière entre la Perse et la Turquie. En ce qui concerne l’érudit turc, Pertev Naili Boratov, le sultan turc a ordonné d’attraper le dirigeant de djelali appelé Koroğlu (Reuvchan) dans les années 1580.

### Livre de Dede Korkut
Le personnage de Korkut est un vieil homme à la barbe blanche, narrateur du récit et gardien de la tradition épique. Le livre de Dede Korkut est connu dans le monde moderne du fait que les deux manuscrits appartiennent à la fin du XVIe siècle.

### Bayati
«Bayati» est une ancienne et courte poésie folklorique azérie contenant quatre lignes de sept syllabes chacune. Ils représentent les sentiments humains sous une forme poétique. Plusieurs formes de ce genre diffèrent les unes des autres selon leur forme et leur sujet. Par exemple, bayati-baglama, bayati deyichme (compétition pour dire bayati), vesfi-hal (louange), caresses, holavar (poèmes de travail). Dans ces versets, les remèdes médicaux antiques sont principalement soulignés, tels que la menthe à l'eau, la menthe verte, la camomille et le basilic utilisés en tant que traitement.

### Poésie d’achig
La poésie d’achig est connue pour être une ancienne performance poétique folklorique du Caucase. Des poètes chanteurs appelés achigs ont raconté des histoires et légendes anciennes avec un instrument à cordes komuz en Azerbaïdjan. De cette façon, les contes populaires tels que Koroǧlu et le livre de Dede Korkut ont été préservés jusqu'à aujourd'hui. Koroǧlu (dastan heroic) est la plus célèbre épopée d’achig azerbaïdjanaise racontée par la troisième personne, qui est lui-même un achig. L'histoire de base s'est répandue depuis le lieu d'origine où l'Anatolie ou l'Azerbaïdjan présumé s'était implantée au Turkménistan, en Ouzbékistan et au Tadjikistan en modifiant son contenu et son caractère à chaque étape. Au Moyen-Orient, les achigs sont considérés comme un poète, un chanteur, un compositeur ou un musicien. En Azerbaïdjanais, le sens de l'achig est celui qui aime la nature et la vie et qui est reconnu comme créateur de musique et de poésie folklorique nationale.

### Chants de cérémonie et danses
Les forces naturelles étaient le sujet principal des échantillons de folklore national dans le folklore azerbaïdjanais et les gens ont essayé de les exprimer par des mots ou des mouvements. Les chants et les danses de cérémonie les plus populaires étaient le kosa-kosa, le godu-godu, le novrouz et le khidir nabi, qui montrent des genres dramatiques du folklore azéri.

## Relations avec d'autres cultures
Le folklore azerbaïdjanais dérive d'éléments de la mythologie persane et de la mythologie turque.

## Galerie

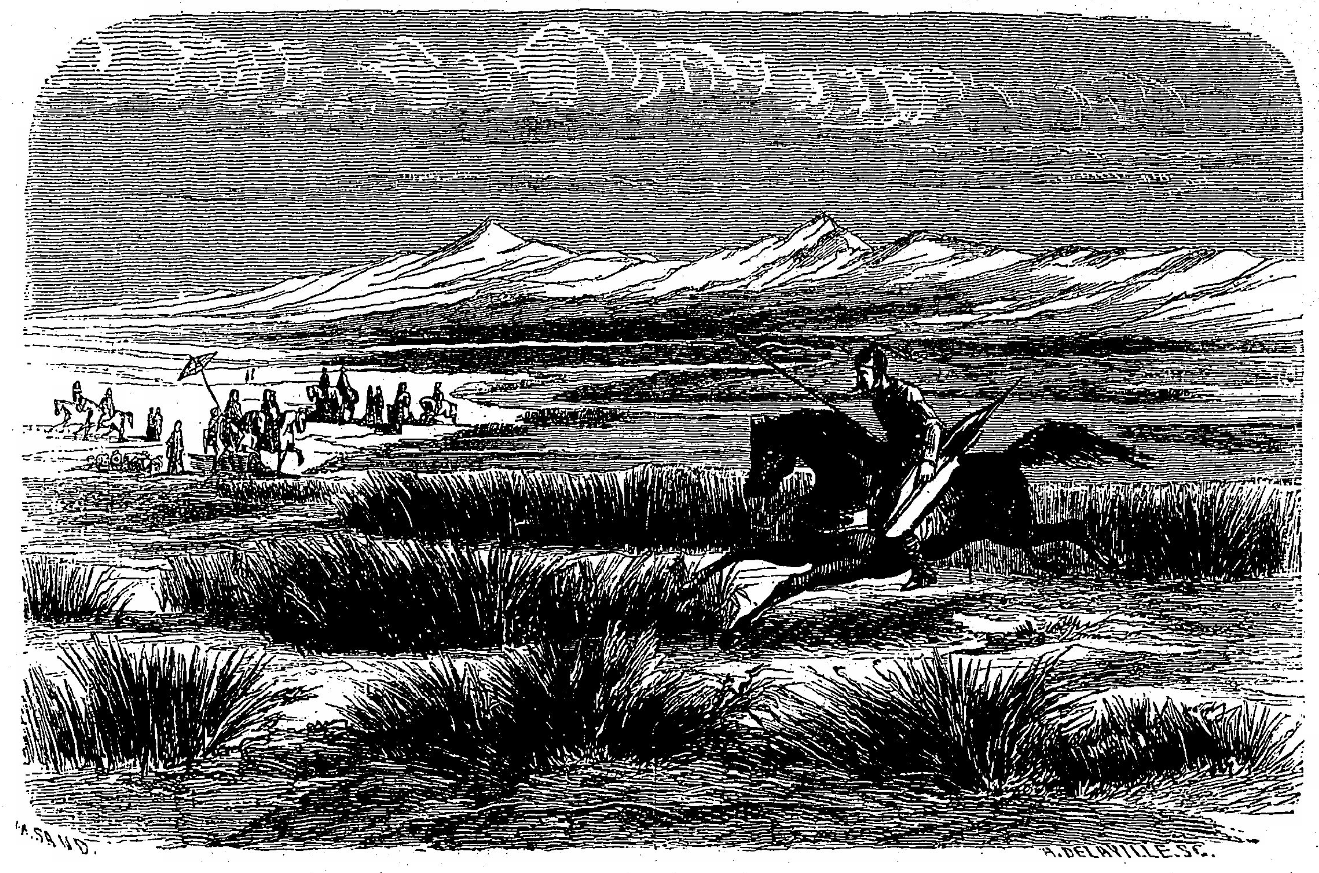
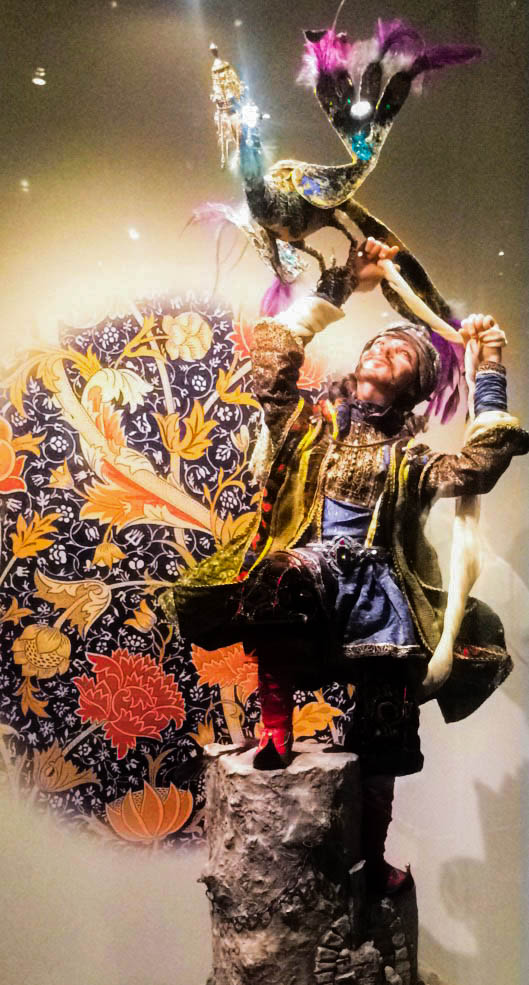
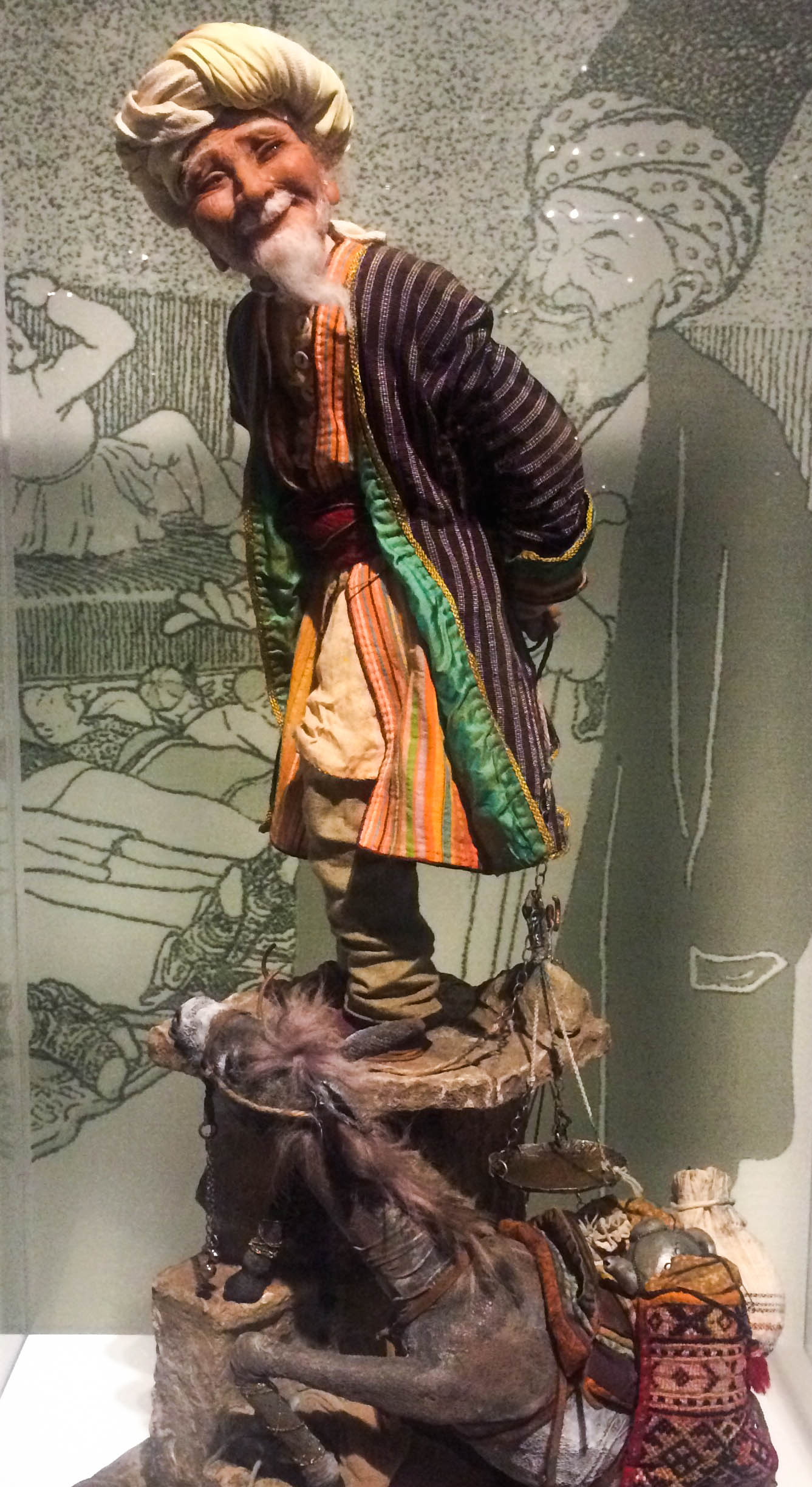
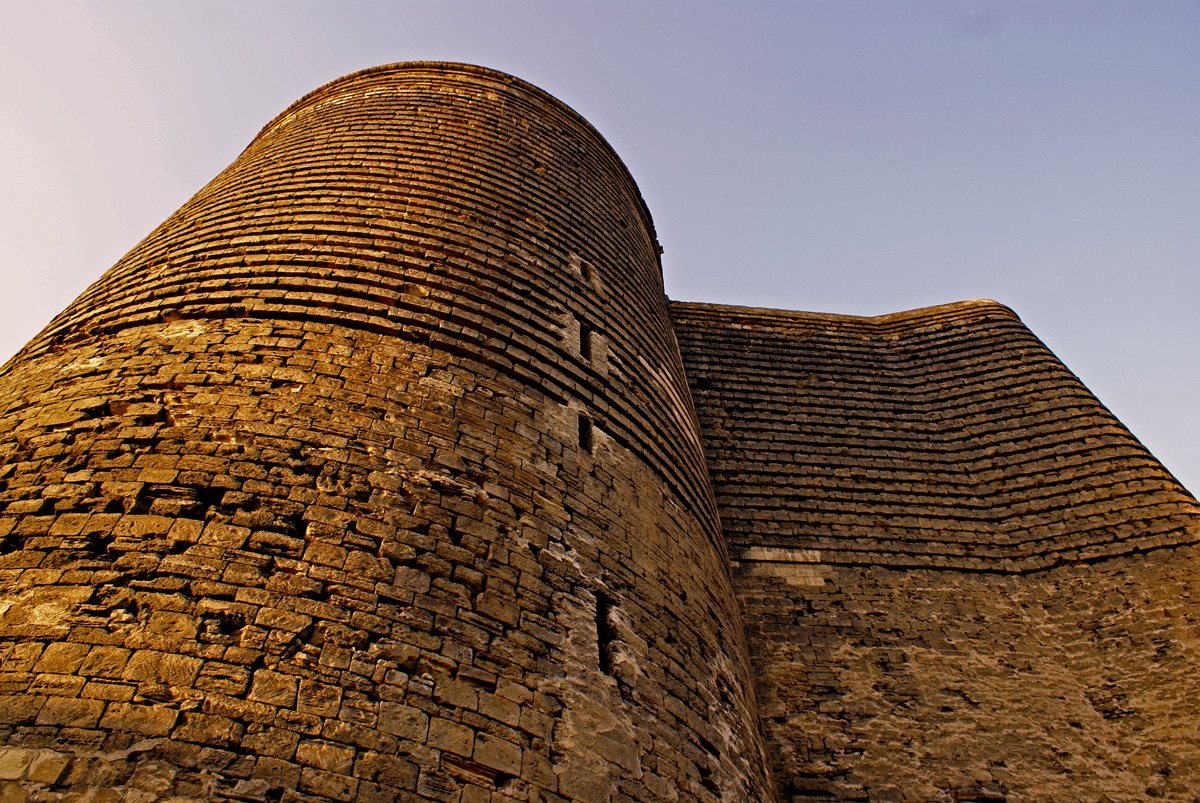
la tour Maiden
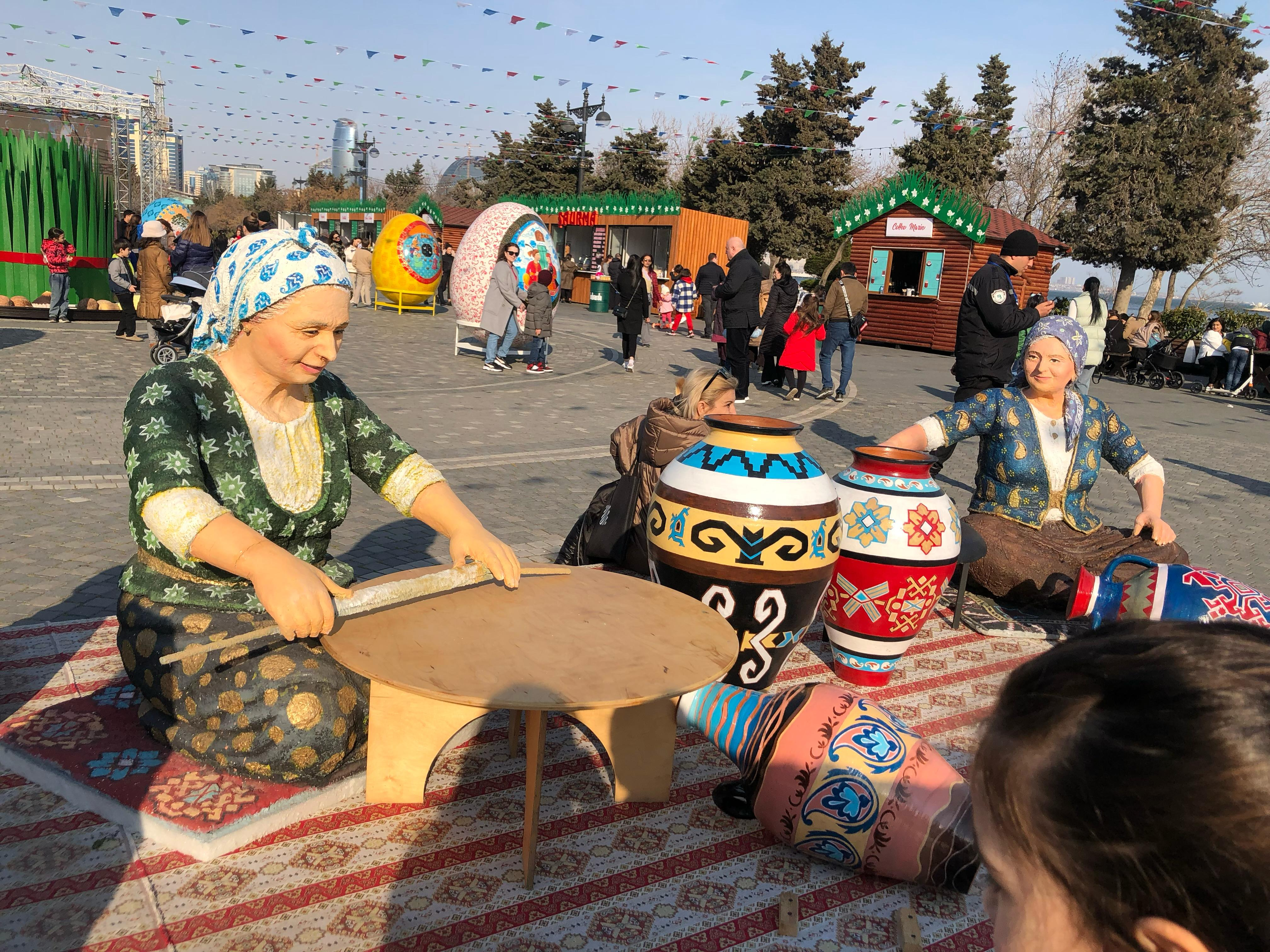
Deux statuts de femme  exposés au festival Novruz à Baku